# August Hoffmann von Vestenhof

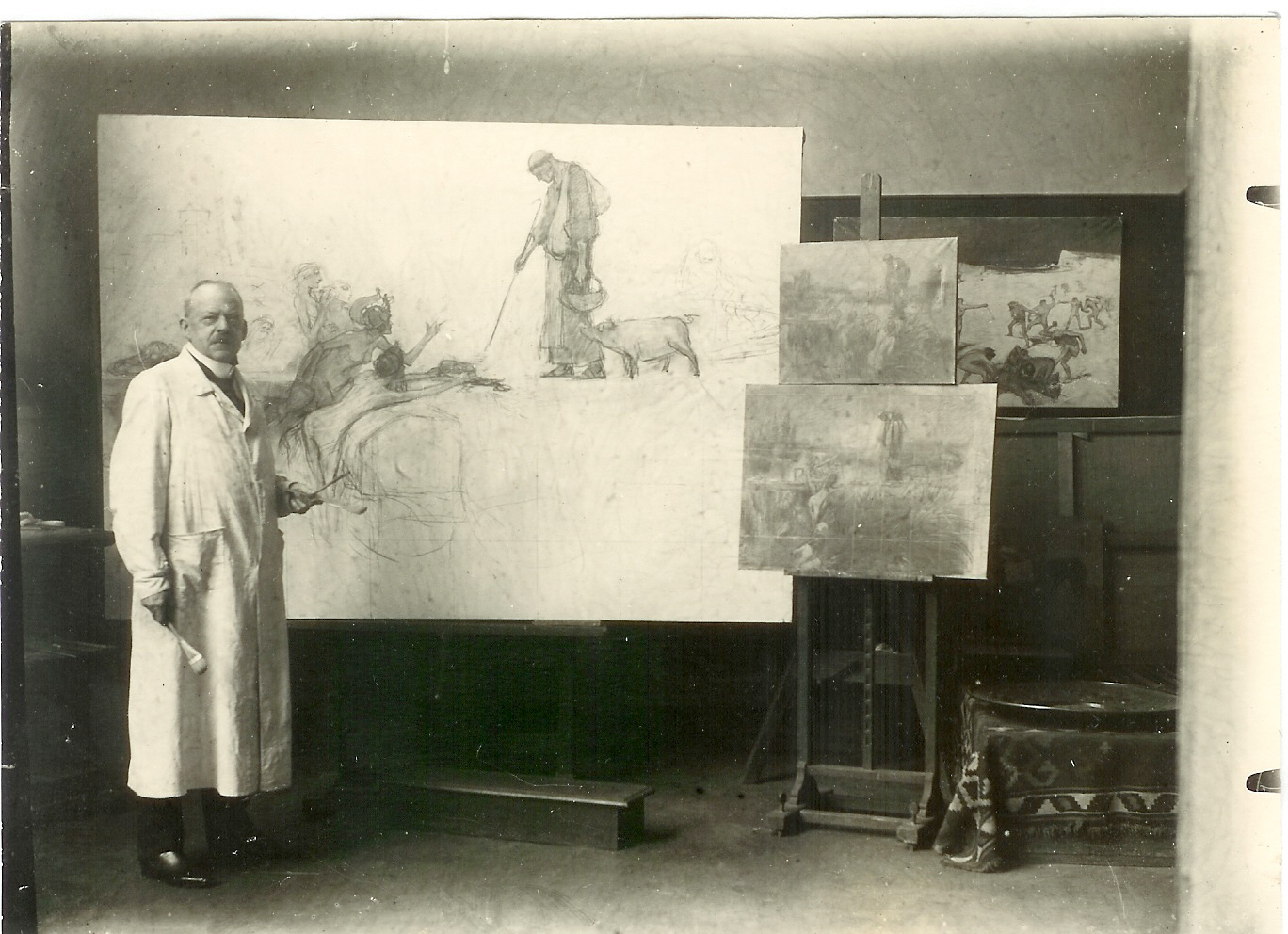
August Hoffmann von Vestenhof

August Hoffmann von Vestenhof (* 15. Juli 1848 in Olmütz, Mähren; † 15. Mai 1922 in München; vollständiger Name: August Adolf Hoffmann Ritter von Vestenhof) war ein österreichischer Kunstmaler, Illustrator, Bildhauer und Schriftsteller, wohnhaft in München.

## Leben
August Hoffmann von Vestenhof wurde 1848 geboren, als Sohn des k. k. Generalstabs-Arztes „Dr. Franz Joseph Carl Bernhard Ritter Hoffmann von Vestenhof“, geadelt von Franz Joseph I., Kaiser von Österreich.
Er war in der österreichischen K.u.K.-Armee als Lieutenant (später Major) im 22. Infanterie-Regiment in Wien.
Nach seiner Zeit in der Kaiserlichen Armee wurde er Maler. „Das Opfer des Molochs“ hieß sein Gemälde in Stucks Manier; es hat Aufsehen erregt und den Namen August Hoffmann von Vestenhof bekannt gemacht. Er war auch Bildhauer: 1906 in der großen Herkomer-Konkurrenz (die eine Trophäe als sogenannter „Stellin-Preis“ erstellen sollten für das gleichnamige Autorennen) erhielten er sowie der Hofgoldschmied Theodor Heiden den zweiten Preis für ihre Bronze in Form eines Weinkühlers; und sein Brunnen mit der Fürstin Thurn und Taxis als Hauptfigur ist viel besprochen worden.
Hoffmann von Vestenhof war auch als Schriftsteller tätig. Sein erster Roman „Der Mann mit den drei Augen“ erzählt die Geschichte eines Menschen, in den von Geburt seine embryonale Zwillingsschwester verwachsen ist und zeitweise Macht über ihn gewinnt. Vestenhofs Novellen sind zuerst im Simplicissimus erschienen, später gesammelt: „Das Gesetz der Bestie“, „Auf wilder Fahrt“.
In den Künsten erschöpfte sich Vestenhofs Begabung nicht: Ein von ihm erdachtes und gebautes Unterseeboot ist um 1900 in Le Havre in See gelaufen und später in Kronstadt bei Petersburg gesunken.
Seine Werke wurden im Glaspalast München ausgestellt. In diesem Zusammenhang wurde er auch Mitarbeiter an der Münchner Wochenzeitschrift Die Jugend und am Simplicissimus.
Das Kaffeehaus „Stefanie“ der Münchner Literatur war der Treffpunkt für die Schwabinger Bohème.
Der Tisch im Nebensaal rechts hinten gehörte dem Major Hoffmann von Vestenhof.
Er war also das Oberhaupt des Cafés Stefanie. An seinem Schachtisch versammelten sich:
Gustav Meyrink, Erich Mühsam, Alexander Roda Roda – die Maler von Stieler, Paul Wilhelm Keller-Reutlingen, Max Nonnenbruch;
die Bildhauer Josef Beyrer, Mathias Gasteiger; der Architekt Max Langheinrich.

## Werk
- Das Opfer des Molochs
- Minotaurus
- Heliogabal
- König Jehu | 1904 im Glaspalast
- Die Stunde | 1911 im Glaspalast
- Im Schoße der Götter | 1912 im Glaspalast
- Odysseus und Nausikaa | 1914 im Glaspalast
- Schimmernde Tropfen
- Amor Janitor
- Der Prolog
- Der Vertreter | Jugend
- Fischweiberl und Ganymäderl | Jugend
- Der gereinigte Frack | Jugend